# On nous appelle les enfants de Trinita
Série
Trinita tire et dit amen
(1972)
Pour plus de détails, voir Fiche technique et Distribution.
On nous appelle les enfants de Trinita (Oremus, Alleluia e Così Sia) est un western spaghetti comique sorti en 1973, réalisé par Alfio Caltabiano. Il s'agit de la suite de Trinita tire et dit amen (Così sia), réalisé en 1972.

## Synopsis
Chaco et sa bande rencontrent Così Sia, et c'est lui qui a le dessus. Il organise l'attaque d'une banque, non pas pour l'argent, mais comme une vengeance contre le révérend Smith.

## Fiche technique
- Titre français : On nous appelle les enfants de Trinita[1]
- Titre original italien : Oremus, Alleluia e Così Sia
- Genre : western spaghetti, comédie
- Réalisation : Alfio Caltabiano
- Scénario : Alfio Caltabiano, Sandro Continenza
- Musique : Gianni Ferrio
- Production : Fulvio Lucisano pour Italian International Film
- Photographie : Guglielmo Mancori
- Montage : Sergio Muzi
- Décors : Gastone Carsetti
- Costumes : Silvana Pantani
- Format d'image : 2.35:1
- Pays :  Italie
- Durée : 88 minutes
- Année de sortie : 1973
- Langue originale : italien
- Date de sortie en salle en France : 2 avril 1975[1]

## Distribution
- Luc Merenda : Così Sia
- Alfio Caltabiano (sous le pseudo d'Alf Thunder) : Reverendo Smith Oremus
- Tano Cimarosa : Chaco
- Katia Christine : Clementine
- Flavio Colombaioni : Topo
- Furio Meniconi : shérif